# Еміль Дюкло
П'єр Емі́ль Дюкло́ (фр. Emile Duclaux, 1840 — 1904) — французький фізик, хімік і біолог.

## Біографія
Походив із заможної родини, з якої вийшло багато медиків, а також членів магістрату. Син адвоката Жустена Дюкло (1797—1860) та Аньєс Фарж (1807—1883), яка була комерсанткою. Її небожем був відомий французький політик і дипломат Луї Фарж (1858—1941).
Еміль Дюкло навчався в Ліцеї Святого Людовіка. 1862 року закінчив Вищу нормальну школу, після чого працював у лабораторії Луї Пастера препаратором. 1885 року отримав кафедру в Сорбонні та в Пастерівському інституті, де почав видання «Annales de l'lnstitut Pasteur».
1873 року від одружився з Матільдою Бріо, дочкою математика Шарля Бріо. У подружжя було двоє синів: П'єр Дюкло (1876—1949), який працював агрономом і проводив дослідження в Індокитаї, та Жак Дюкло, професор в Колеж-де-Франс.

### Наукова діяльність
У ранніх працях Дюкло, так само, як і Пастер, вивчав «зародження організованих тілець в атмосфері», «поглинання аміаку і утворення летючих кислот при алкогольному бродінні». Дюкло запропонував спосіб дозування летючих кислот методом фракційної перегонки. Він також вивчав явище поверхневого натягу і застосування його для дозуванні летючих кислот. Пізніше Дюкло вивчав явища осмосу і руху рідин у капілярах. Результати цих досліджень були опубліковані в монографії «Елементарний трактат про капілярності».
Після смерті Пастера в 1895 році Дюкло став директором інституту. До сфери його наукових інтересів входили теми з фізики, хімії, мікробіології, метеорології, математики, медицини, загальної гігієни, соціальної гігієни та інших областей. Загалом у своїх працях він намагався застосовувати точні науки у сфері біології і гігієни.
Однією з основних напрямків досліджень Дюкло було вивчення хімічного складу молока і форм молочного бродіння. Він є засновником наукового підходу до молочного виробництва. Дюкло дослідив дію сичужного ферменту на склад і утворення сирів. Свої праці про мікроби Дюкло видав у вигляді чотиритомника під назвою «Мікробіології». Дюкло також створив визначну працю «Курс фізики і метеорології», цей курс він читав у Агрономічному інституті.
Окрім наукових робіт перу Дюкло належить одна з кращих біографій Пастера і посібник із соціальної гігієни. Загалом Дюкло опублікував понад 220 наукових праць.

### Громадська діяльність
Разом із Золя Дюкло виступав захисником у справі Дрейфуса і був одним із перших віце-президентів Ліги прав людини і громадянина.

## Вибрані праці
- Traité de microbiologie
- Pasteur, histoire d'un esprit, Imprimerie Charaire, 1896 Онлайн [Архівовано 23 листопада 2020 у Wayback Machine.]
- Avant le procès (l'Affaire Dreyfus), P. V., Paris, Stock Éditeur, 1898.
- L'hygiène sociale, 1902
- Ferments et maladies